# Jean Louis Émile Boudier
Jean Louis Émile Boudier (Garnay, 6 gennaio 1828 – Blois, 4 febbraio 1920) è stato un farmacista e micologo francese.

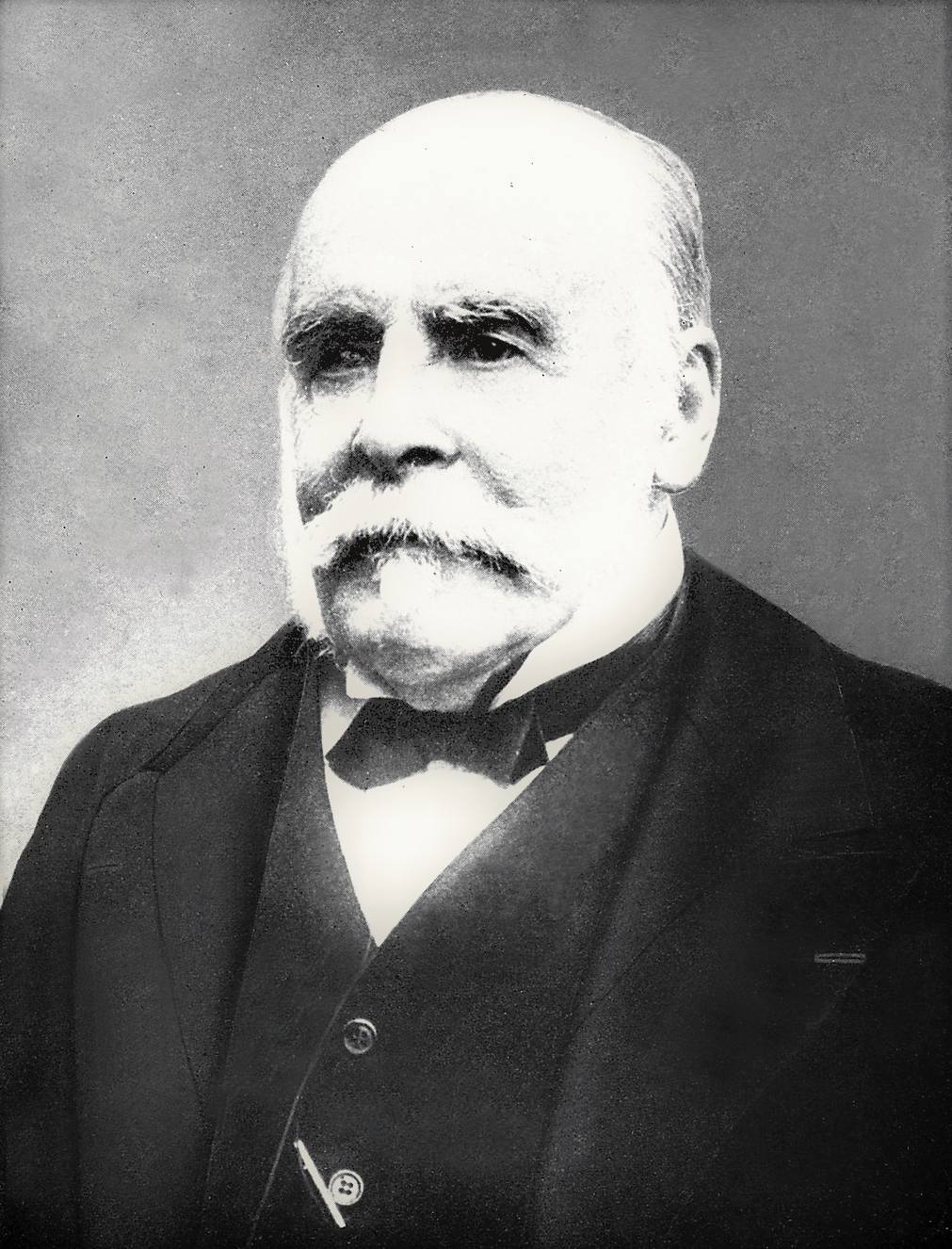
Émile Boudier

Egli visse a Montmorency (Val-d'Oise), Francia e pubblicò molti lavori sui Discomycetes ed altre branche della micologia.

## Pubblicazioni
- Boudier, É. (1869). Mémoire sur les Ascobolées. Annales des Sciences Naturelles, Botanique, sér. 5 10: 191-268.
- Boudier, É. (1877). De quelques espèces nouvelle de champignons. Bull. Soc. Bot. France 24: 307-314.
- Boudier, É. (1879). Diagnoses nouvelles de quelques espèces critiques de champignons. Bull. Soc. Bot. France 26: 228-236.
- Boudier, É. (1881). Nouvelles espèces de champignons de France. Bull. Soc. Bot. France 28: 91-[93], tab.
- Boudier, É. (1885). Note sur un nouveau genre et quelques nouvelles espèces des Pyrenomycètes. Revue Mycologique Toulouse 7: 224-[226], tab.
- Boudier, É. (1885). Nouvelle classification naturelle des Discomycètes charnus. Bull. Soc. Mycol. France 1: 91-120.
- Boudier, É. (1885). Description de quelques espèces nouvelles de champignons basidiosporés. Bull. Soc. Bot. France 32: 282-[283].
- Boudier, É. (1887). Notice sur les discomycètes figurés dans les dessins inédits de Dunal. Bull. Soc. Mycol. France 3: 88-96.
- Boudier, É. (1888). Nouvelles espèces de Discomycètes inoperculès de France. Bull. Soc. Mycol. France 4: 76-86, 1 pl..
- Boudier, É. (1891). Quelques nouvelles espèces de champignons inférieurs. Bull. Soc. Mycol. France 7: 81-83, tab.
- Boudier, É. (1891). Trois nouvelles espèces de Pezizes. Bull. Soc. Mycol. France 7: [215].
- Boudier, É. et Patouillard, N.T. (1892). Description de deux nouvelles espèces de Gymnoascus de France. Bull. Soc. Mycol. France 8: 43-45, 1 pl..
- Boudier, É. (1896). Description de quelques nouvelles espèces de Discomycètes de France. Bull. Soc. Mycol. France 12: 11-17, pls. 3-4.
- Boudier, É. (1897). Nouvelles espèces ou variétés de champignons de France. Bull. Soc. Mycol. France 13 (1): 9-18, pls 1-4.
- Boudier, É. (1897). Révision analytique des morilles de France. Bull. Soc. Mycol. France 13 (2): 129-153.
- Boudier, É. (1898). Descriptions et figures de quelques espèces de Discomycètes operculés nouvelles ou peu connues. Bull. Soc. Mycol. France 14: 16-23, pls. 3-4.
- Boudier, É. (1898). Description d'une nouvelle espèce de morille de France, le Morchella Reilana. Ann. Soc. Bot. Lyon 23: 85-87.
- Boudier, É. (1899). Note sur quelques champignons nouveaux des environs de Paris. Bull. Soc. Mycol. France 15: 4-54.
- Boudier, É. et Patouillard, N.T. (1900). Note sur deux champignons hypogés. Bull. Soc. Mycol. France 16: 141-146, 1 pl..
- Boudier, É. (1901). Note sur le genre Perrotia, nouveau genre de Discomycètes operculés. Bull. Soc. Mycol. France 17: 23-25.
- Boudier, É. (1902). Champignons nouveaux de France. Bull. Soc. Mycol. Fr. 18: 137-146, 3 plates.
- Boudier, É. (1904-1905, publ. 1905). Icones Mycologicae 1-5 [Série 1]: pls. 1-100. Paris; Paul Klincksieck.
- Boudier, É. (1905-1906, publ. 1906). Icones Mycologicae 6-10 [Série 2]: pls. 101-200. Paris; Paul Klincksieck.
- Boudier, É. (1906-1907, publ. 1907). Icones Mycologicae 11-15 [Série 3]: pls. 201-300. Paris; Paul Klincksieck.
- Boudier, É. (1907). Histoire et Classification des Discomycètes d'Europe. 223 pp. Paris; Librairie des Sciences Naturelles Paul Klincksieck.
- Boudier, É. (1907-1908, publ. 1908). Icones Mycologicae 16-20 [Série 4]: pls. 301-400. Paris; Paul Klincksieck.
- Boudier, É. (1908, publ. 1909). Note sur une nouvelle espèce de Pseudophacidium. Transactions of the British Mycological Society 3: 81.
- Boudier, É. (1908-1909, publ. 1909). Icones Mycologicae 21-25 [Série 5]: pls. 401-500. Paris; Paul Klincksieck.
- Boudier, É. (1909-1910, publ. 1910). Icones Mycologicae 26-30 [Série 6]: pls. 501-600. Paris; Paul Klincksieck.
- Boudier, É. et Torrend, C. (1911). Discomycètes nouveaux de Portugal. Bull. Soc. Mycol. France 27: 127-136, tab.
- Boudier, É. (1917). Dernières étincelles mycologiques. Bull. Soc. Mycol. France 33: 7-22, tab. 1-6.

## Taxa classificati
Boudier diede il nome a molteplici taxa di funghi, tra i quali:

### Specie
- Amanita franchetii (Boudier) Fayod
- Disciotis venosa (Persoon: Fries) Boudier
- Ptychoverpa bohemica (Krombholz) Boudier
- Trichoglossum hirsutum (Fries) Boudier

### [eneri
- Anthracobia Boudier
- Caloscypha Boudier
- Cheilymenia Boudier
- Disciotis Boudier
- Ptychoverpa Boudier
- Saccobolus Boudier
- Sarcoscypha (Fries) Boudier
- Trichoglossum Boudier